# 帕斯圖舍
49°1′5″N 25°52′7″E / 49.01806°N 25.86861°E
帕斯圖舍（烏克蘭語：Пастуше）是位於烏克蘭西部泰爾諾皮爾州裏喬爾特基夫區的村莊，面積1.48平方公里，人口400，人口密度每平方公里302.2人。